# Style (gnomonique)
Pour les articles homonymes, voir Style.
Le style est la tige, parfois décorée, faisant ombre sur la table d'un cadran solaire. Ce terme est utilisé en gnomonique, l'art de concevoir, calculer et tracer ces cadrans qui indiquent le temps solaire par le déplacement de l'ombre d'un objet de forme variable, le style, sur une surface graduée.